# Atesorando en los cielos
Atesorando en los cielos es el cuarto y último álbum de estudio como solista del músico argentino Ricardo Iorio, publicado en 2015 por Dejesu Records.

## Detalles
El disco cuenta con temas nuevos propios, reversiones de canciones viejas y versiones de temas de otros artistas originalmente en inglés, adaptadas por Iorio al castellano. 
Iorio homenajea a Budgie, una agrupación de hard rock y heavy metal formada en Gales en 1967, versionando el tema "Wondering What Everyone Knows" como "Preguntando lo que todos saben". Sorpresivamente, se puede encontrar la versión del dúo pop sueco Roxette llamado "I Don't Wanna Get Hurt", convertido en "Quiero ser como usted", con la participación en los teclados de Joana Gieco, hija del músico argentino León Gieco. 
Iorio más adelante confirmó que ese tema fue un homenaje hacia Facundo Cabral, de quién dijo que "no murió, lo mataron".
También se puede apreciar la versión de "You Won't Change Me" de Black Sabbath, una de las bandas favoritas de Iorio en su juventud. 
En el disco aparece bajo el nombre de "No me cambiarán". Por otro lado, tras las canciones inéditas de "Guitarrera", "The Krochik", "Justo que te vas" y "De mi rumbear al sur", Iorio reversiona algunos de los clásicos de sus bandas anteriores: de Hermética se encuentran "Robó un auto" y "Otro día para ser" (aunque sólo la intro) y de V8, "Ideando la fuga", la cual cuenta con la voz de Alberto Zamarbide, cantante de dicha banda. 
Finalmente, el álbum cierra con una versión instrumental del tango "Uno" de Enrique Santos Discépolo y Mariano Mores.

## Lista de canciones
| N.º | Título                                          | Duración |  |
| 1.  | «Guitarrera»                                    | 4:56     |  |
| 2.  | «Preguntando lo que todos saben (Budgie)»       | 3:02     |  |
| 3.  | «Robó un auto (Hermética)»                      | 3:21     |  |
| 4.  | «Quiero ser como usted (Roxette)»               | 4:15     |  |
| 5.  | «The Krochik»                                   | 3:43     |  |
| 6.  | «Justo que te vas»                              | 4:46     |  |
| 7.  | «No me cambiarán (Black Sabbath)»               | 6:17     |  |
| 8.  | «De mi rumbear al sur»                          | 2:49     |  |
| 9.  | «Ideando la fuga (V8)»                          | 2:43     |  |
| 10. | «Otro día para ser (Intro) (Hermética)»         | 1:35     |  |
| 11. | «Uno (Enrique Santos Discépolo, Mariano Mores)» | 3:03     |  |

## Créditos
- Ricardo Iorio - voz
- Carina Alfie - guitarra
- Marcelo Bray - bajo
- Bin Valencia - batería
- Alberto Zamarbide - voz en "Ideando la fuga"
- Joana Gieco - teclados en "Quiero ser como usted"